# Вулиця Морозна (Львів)
Вулиця Морозна — вулиця у Сихівському районі міста Львова, в місцевості Сихів. Сполучає вулиці Сихівську та Колісну.
Свою назву отримала 1962 року. 
Забудова — одноповерхова садибна, дев'ятиповерхова 1980-х років, нова індивідуальна забудова.
Під № 14 міститься тризірковий готель «Соната». Наприкінці січня 2023 року виконавчий комітет Львівської міської ради погодив містобудівні умови та обмеження на будівництво багатоповерхового ЖК з підземним паркінгом ТзОВ «Вест Бойз» на території поруч з готелем «Соната» та залізничною колією, де нині знаходяться городи місцевих мешканців. Майбутній комплекс матиме від 7 до 10 поверхів, він розрахований на 76 квартир, а підземний паркінг – на 77 місць, а також на території облаштують наземний гостьовий паркувальний майданчик.
В будинку під № 23 працює магазин мережі супермаркетів АТБ.
Від березня 1998 року у будинку під № 31а функціонує КНП ЛОР «Львівський обласний спеціалізований центр радіаційного захисту населення» — лікувально-профілактичний, консультативний та організаційно-методичний заклад з надання кваліфікованої амбулаторно-поліклінічної допомоги постраждалому населенню внаслідок аварії на ЧАЕС. Рішенням Львівської облради від 20 вересня 2022 року розширили комунальне некомерційне підприємство Львівської обласної ради «Львівський обласний клінічний діагностичний центр», що на вулиці Пекарській, 69б, шляхом приєднання до нього КНП «Львівський обласний державний клінічний лікувально-діагностичний ендокринологічний центр» на вул. Острозького, 1 та КНП ЛОР «Львівський обласний спеціалізований центр радіаційного захисту населення».
14 грудня 2008 року у сквері на вулиці Морозній з нагоди 22-річниці з часу ліквідації наслідків Чорнобильської катастрофи відбулося урочисте відкриття пам'ятного знака «Героям і жертвам Чорнобиля», авторами якого є скульптори Світлана і Володимир Зотови та Володимир Федорченко. Пам'ятник являє собою постать ліквідатора огорненого крилами, подібними до саркофагу. Адже самопожертва цих людей захищає нас відтоді і дотепер. Одна рука тягнеться до розірваного атома, як символу ЧАЕС. 22 березня 2012 року депутати Львівської міської ради на сесії надали згоду на прийняття у власність територіальної громади Львова даного пам'ятного знака. Ухвалу прийнято «з метою належного збереження, догляду та експлуатації» пам'ятника. Пам'ятний знак для вшанування жертв Чорнобильської катастрофи прийнято в комунальну власність безоплатно. Його вартість — 1,32 млн. грн.
23 червня 2020 року громадський активіст Ігор Ступець за підтримки ГО «Сихів.Медіа» зареєстрував петицію «Створення скверу та встановлення меморіального погруддя блаженному Андрію Іщаку». У петиції львів'яни звертаються до влади міста з проханням облаштувати неподалік вулиці Морозна, 14, сквер та створити монумент в пам'ять блаженнішого отця Андрія Іщака. Петиція зібрала усього 30 голосів з необхідних 500.